# Nycteridopsylla vancouverensis
Nycteridopsylla vancouverensis är en loppart som beskrevs av Wagner 1936. Nycteridopsylla vancouverensis ingår i släktet Nycteridopsylla och familjen fladdermusloppor. Inga underarter finns listade i Catalogue of Life.